# Impatiens pudica
Impatiens pudica är en balsaminväxtart som beskrevs av Joseph Dalton Hooker. Impatiens pudica ingår i släktet balsaminer, och familjen balsaminväxter. Inga underarter finns listade i Catalogue of Life.